# Jane Petersen
Jane Petersen er en grønlandsk teenage-politiker, der sidder i Grønlands Landsting for Inuit Ataqatigiit. 
Hun er medlem af Landstingets udenrigs- og sikkerhedspolitiske udvalg, familieudvalg, frednings- og miljøudvalg samt Vestnordisk Råd.